# Nesticella zhiyuani
Espèce
Nesticella zhiyuani est une espèce d'araignées aranéomorphes de la famille des Nesticidae.

## Distribution
Cette espèce est endémique de Sumatra en Indonésie,. Elle se rencontre à Payakumbuh dans la grotte Gua Imam Bonjol.

## Description
Le mâle holotype mesure 2,13 mm et la femelle paratype 2,50 mm.

## Étymologie
Cette espèce est nommée en l'honneur de Zhi-yuan Yao.

## Publication originale
- Lin, Ballarin & Li, 2016 : A survey of the spider family Nesticidae (Arachnida, Araneae) in Asia and Madagascar, with the description of forty-three new species. ZooKeys, no 627, p. 1-168.